# Muerte en Hawáii
«Muerte en Hawáii» es una canción del cuarto álbum de estudio Entren los que quieran, del grupo puertorriqueño Calle 13 y lanzado por SONY BMG Music en julio de 2011 como el cuarto sencillo del mismo.
Fue lanzada a principios del mes de julio de 2011 y el videoclip oficial se publicó tiempo después de igual forma en su canal de YouTube.

## Video musical
El vídeoclip fue dirigido por Camilo Antonilio y Juan José Campanera y producida por Muriel Cabeza. El video empieza con René junto a su pareja que van de vacaciones a la playa cuando de pronto lo acecha una balacera y donde quedan gravemente heridos al final.

## Recepción
A los tres días de su estreno, el videoclip alcanzó el más de 3 millones de visitas, y, a la semana, más de 6 millones y medio.